# Metsküla
Metsküla je vesnice na ostrově Saaremaa v kraji Saaremaa v Estonsku.

## Další informace
Před správní reformou estonských obcí v roce 2017 patřila Metsküla do obce Leisi. Jsou zde autobusové zastávky, knihovna, cyklostezka a dřevěný metskülský kostel (Metsküla Issanda Templisseviimise kirik), který spravuje Estonská apoštolská pravoslavná církev (Eesti Apostlik-Õigeusu Kirik). Kostel, který pochází z roku 1909, je pozůstatkem rusifikace Estonska. Má tradičně dvě věže, které v pravoslavné křesťanské tradici představují dvě přirozenosti Ježíše Krista a to božskou přirozenost (vyšší věž) a lidskou přirozenost (nižší věž). Oblastí protéká řeka Punabe (nazývaná také Punapea jõgi či Metsküla jõgi) ústící do Baltského moře. Vesnice leží na silnici z Leisi do Panga. Ke konci roku 2021 zde žilo 101 obyvatel.

## Galerie

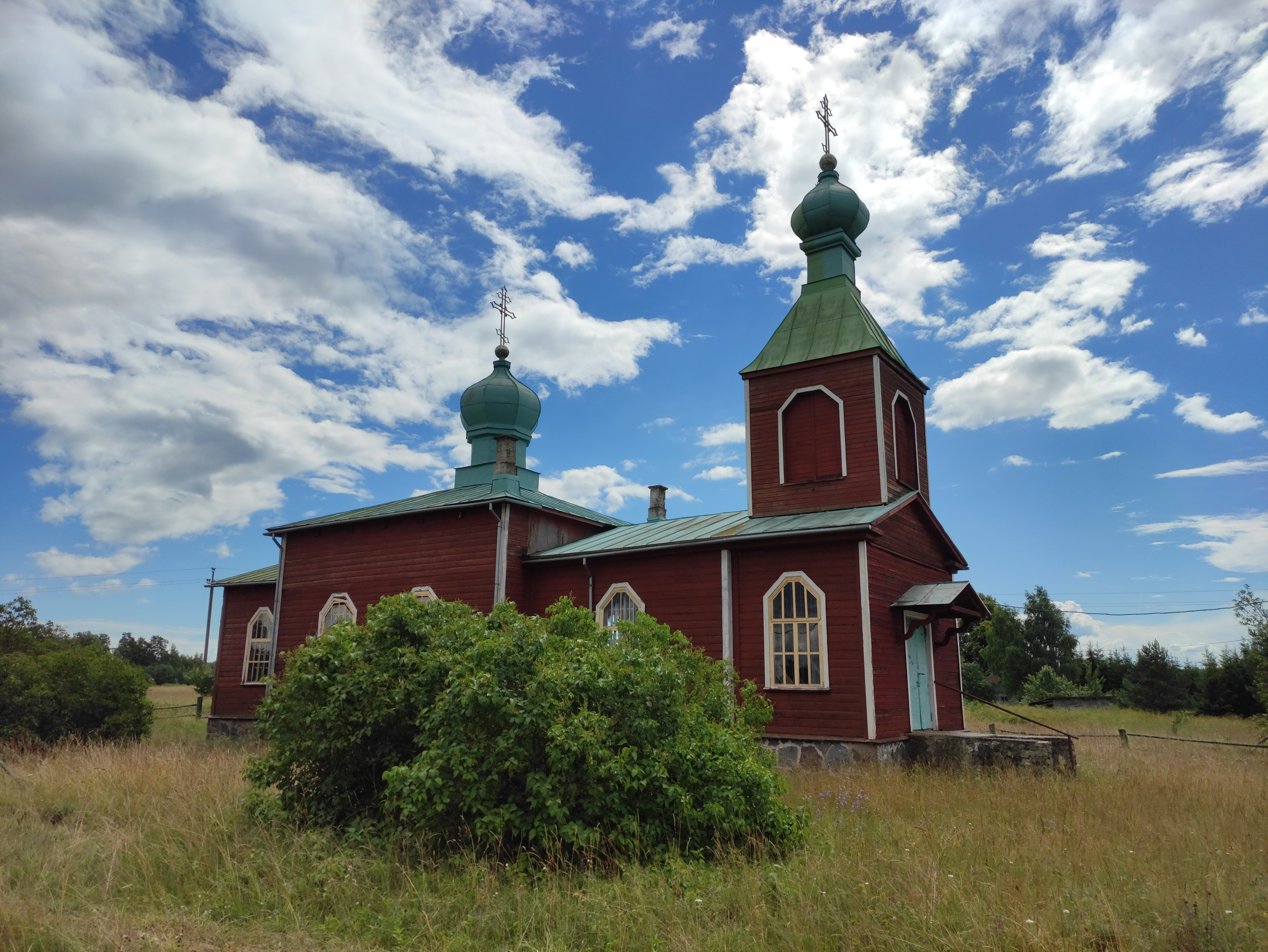
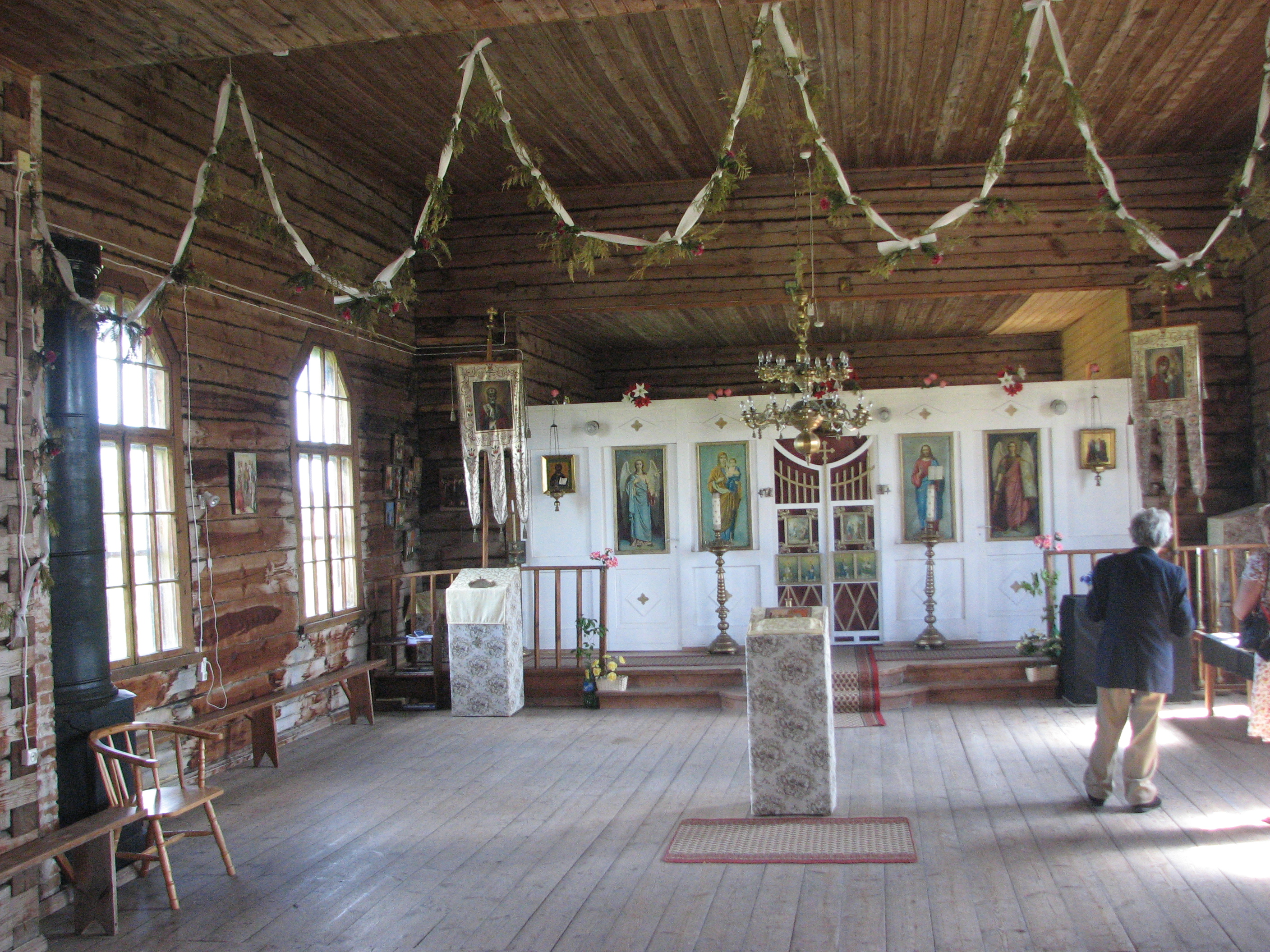